# Bulinus
Bulinus ist eine eher klein- bis mittelwüchsige Schneckengattung aus der Familie der Tellerschnecken (Planorbidae), die zur Unterordnung der Wasserlungenschnecken innerhalb der Lungenschnecken (Pulmonata) gerechnet wird. Sie umfasst zahlreiche Arten in tropischen bis warmgemäßigten Gewässern, die teilweise als Zwischenwirte für Parasiten dienen, die beim Menschen die Schistosomiasis (Bilharziose) hervorrufen können. Einen allgemein anerkannten deutschen Namen für diese Gattung gibt es nicht. Eine Art (Bulinus truncatus) kommt auch in wärmeren Regionen Europas vor.

## Merkmale
Morphologie
Die Gehäuse messen bei Adulttieren zwischen ca. 4 und 25 mm, sind spiralig aufgewunden und mehr oder weniger länglich geformt, zwischen den Arten aber recht variabel. Teilweise wirkt die Mündung stark vergrößert (z. B. bei B. welwitschi), teilweise ist sie eher unauffällig (z. B. bei B. nasutus). Die Arten der Gattung können äußerlich außer mit anderen Planorbidae unter Umständen auch mit Vertretern der Blasenschnecken verwechselt werden.
Karyologie
Während die Grundzahl des haploiden Chromosomensatzes bei Bulinus-Arten n=18 ist, vervielfacht sich diese Zahl bei einigen Arten: So findet man bei manchen Arten Tetraploidie (also n=36), teilweise sogar Hexaploidie (n=54) und Oktoploidie (n=72). Oktoploide Formen scheinen u. a. in größerer Meereshöhe vermehrt aufzutreten.
Molekulare Merkmale
Um die einzelnen Arten und genetischen Linien (Strains) zu erkennen, die jeweils für bestimmte Parasitenarten Zwischenwirte darstellen können und damit humanmedizinisch bedeutsam sein können, reichen die Methoden der Morphologie und Karyologie nicht aus, sondern werden durch molekulargenetische Merkmale erweitert. Als geeignete Methode für die Zukunft wird das DNA Barcoding diskutiert.

## Fortpflanzungsbiologie
Bulinus ist wie alle Wasserlungenschnecken zwittrig. Bei der auch in Europa vorkommenden Bulinus truncatus sind allerdings zwei Sexualausprägungen (Sexualmorphen) festgestellt worden, nämlich Individuen mit normaler Ausbildung ihrer zwittrigen Fortpflanzungsorgane (euphallische Individuen) und Individuen, denen das männliche Kopulationsorgan fehlt (aphallische Individuen) und die daher bei der Kopulation nur als Weibchen fungieren können. Die beiden Sexualformen können gemeinsam in der gleichen Population auftreten. Beide Formen können sich außer durch bisexuelle Fortpflanzung auch durch Selbstbefruchtung fortpflanzen. Die Bedeutung dieser unterschiedlichen Ausprägung der Geschlechtsorgane ist nicht geklärt; das Phänomen tritt allerdings auch bei anderen Arten der Familie der Tellerschnecken auf.

## Medizinische Bedeutung
Die Schnecken dienen Arten des Pärchenegels (Gattung Schistosoma aus der Klasse der Saugwürmer (Trematoden)), die für Mensch oder Haustier krankheitserregend sind, als Zwischenwirte. In Afrika sind es insbesondere die für den Menschen gefährlichen Arten Schistosoma haematobium und Schistosoma intercalatum, im östlichen Mittelmeergebiet ist es die Art Schistosoma haematobium.

## Verbreitung und Lebensraum
Die Arten der Gattung Bulinus sind in Afrika und im Nahen Osten weit verbreitet. Sie können einen weiten Toleranzbereich der Temperatur zwischen etwa 10 und 35 °C ertragen; salziges und saures Wasser meiden sie aber. Sie entwickeln sich auch in temporären Wasserreservoirs der Trockengebiete, z. B. der Sahelzone. Je nach Niederschlags- und Wasserstandshöhe der Gewässer können die Populationsdichten und auch die Übertragbarkeit der Parasiten stark schwanken. Die manchmal in Trockenperioden nur wenigen überlebenden Individuen können nach Regen rasch eine starke Populationsdichte erreichen. Da die Schnecken vielfach als Zwischenwirte von Parasiten dienen, werden sie bekämpft. Hierzu werden einerseits Molluskizide eingesetzt; daneben wird auch versucht, über Austrocknungen oder die Entfernung der Vegetation, die zum Laichen benötigt wird, die Schneckenpopulationen zu reduzieren oder vernichten.

## Systematik
Äußere Systematik
Innerhalb der Planorbidae werden die Bulinus-Arten in eine eigene Unterfamilie Bulininae und/oder in eine eigene Tribus Bulinini gestellt.
Innere Systematik
Derzeit werden 36 bis 37 rezente Arten unterschieden, doch ist die Auftrennung in monophyletische Taxa schwierig und bislang nicht befriedigend gelöst. Wissenschaftlich beschrieben wurden insgesamt erheblich mehr (rund 1000) nominelle Arten und Unterarten, die inzwischen aber zum großen Teil als Varietäten oder genetische Linien von Arten oder von schwer auftrennbaren Artengruppen aufgefasst werden.
Man unterscheidet derzeit vier Artengruppen, die alle auch Arten enthalten, die als Zwischenwirte für Arten des Pärchenegels fungieren können. Diese vier Artengruppen sind:
- B. forskalii-Gruppe: 11 Arten, schlanke und hohe Schalen, Verbreitung in ganz Afrika, einschließlich Arabischer Halbinsel
- B. africanus-Gruppe: 10 Arten, Verbreitung tropisches Afrika
- B. truncatus/tropicus-Komplex: 14 Arten, teilweise polyploide Arten und Linien, Verbreitung ganz Afrika bis Naher Osten, südwestliches Europa und Mittelmeerinseln
- B. reticulatus-Gruppe: 2 Arten mit eingeschränkter Verbreitung: B. reticulatus und B. wrighty

Artenauswahl in alphabetischer Reihenfolge:
- Bulinus africanus C.F. Krauss, 1848
- Bulinus angolensis P.A. Morelet, 1866; Angola und Namibia, Schale bis 14 mm
- Bulinus bavayi Dautzenberg, 1894; endemisch auf Madagaskar, Schale bis 12,5 mm
- Bulinus camerunensis Mandahl-Barth, 1957; endemisch in Kamerun, gilt als bedroht („vulnerable“)[7]
- Bulinus cernicus Morelet, 1867; auf Maritius und Réunion, gilt als gefährdet („lower risk near threatened“)[8]
- Bulinus crystallinus P.A. Morelet 1868; in Angola und Gabun, gilt als bedroht („vulnerable“)[9]
- Bulinus forskalii, Afrika, auf Madagaskar wahrscheinlich eingeschleppt
- Bulinus globosus P.A. Morelet, 1866
- Bulinus liratus Tristram, 1863; endemisch auf Madagaskar
- Bulinus nasutus Martens, 1879; Kenia, Tansania, Uganda, Schale bis 25 mm
- Bulinus nyassanus Smith, 1877; endemisch in Malawi, gilt als bedroht („vulnerable“)[10]
- Bulinus obtusispira, Smith, 1882; endemisch auf Madagaskar
- Bulinus reticulatus Mandahl-Barth, 1954; östliches und südliches Afrika, Schale bis 7 mm
- Bulinus scalaris R.W. Dunker, 1845
- Bulinus senegalensis O. F. Müller, 1780 oder 1781
- Bulinus transversalis E. v. Martens, 1897; Kenia und Uganda, gilt als bedroht („vulnerable“)[11]
- Bulinus tropicus C.F. Krauss, 1848
- Bulinus truncatus, J.V. Audouin, 1927; kommt außer in Afrika auch in Europa vor (Iberische Halbinsel, Balearen, Frankreich, Korsika, Sardinien, Sizilien, Kreta)
- Bulinus ugandae Mandahl-Barth, 1954
- Bulinus umbilicatus Mandahl-Barth, 1973
- Bulinus welwitschi; Angola, Schale bis 15 mm
- Bulinus wrighti Mandahl-Barth, 1965; Arabische Halbinsel, Schale bis 7 mm